# Гарейп
Гарейп (нід. Garijp, фриз. Garyp) — село в нідерландській провінції Фрисландія. Входить до муніципалітету Тіцьєркстерадел.
Його площа становить 18,26 км², а населення станом на 2021 рік складало 1 895 осіб.

## Галерея

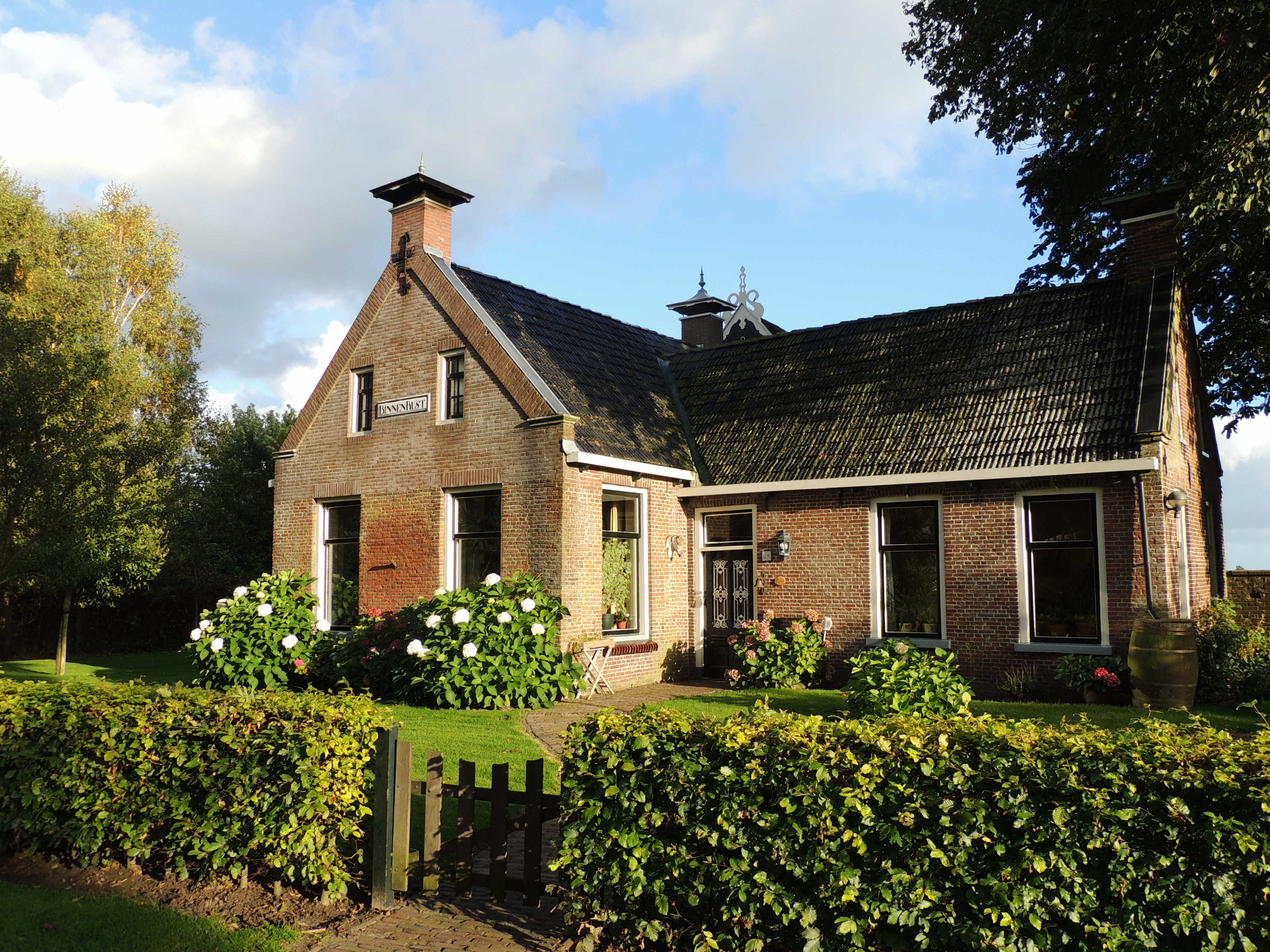
Ферма у Гарейпі
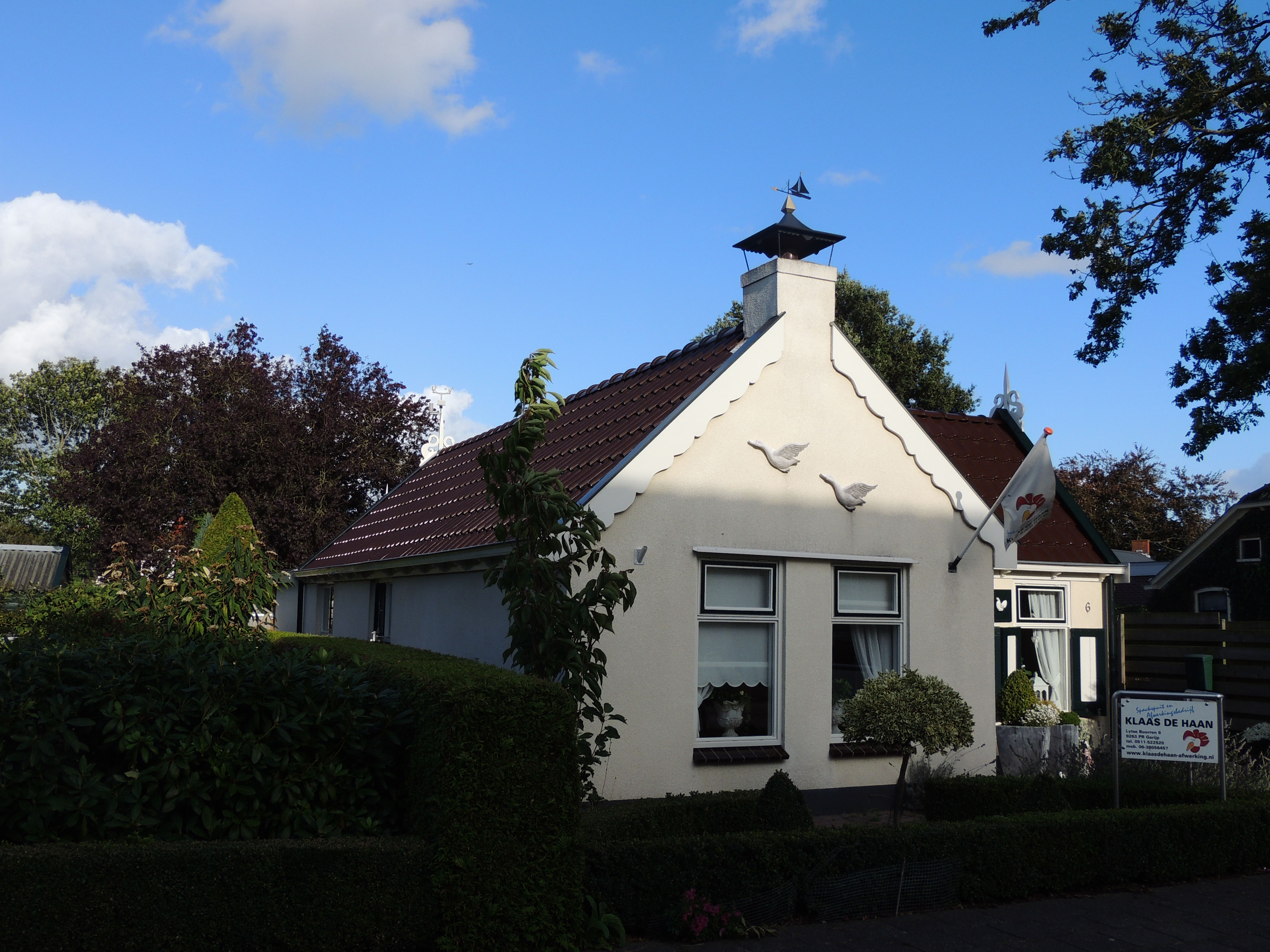
Сільський будинок
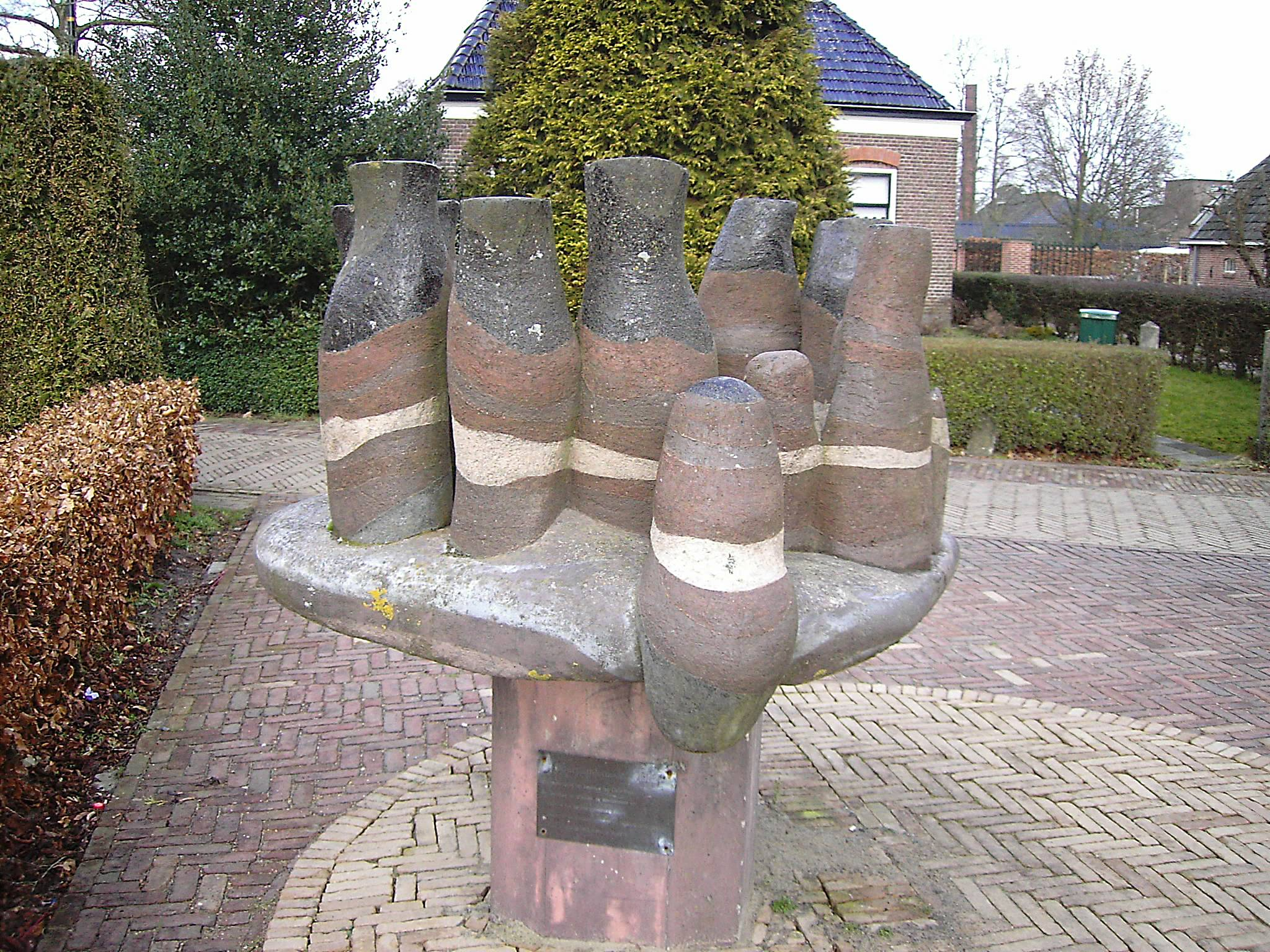
Арт-об'єкт у селі